# Kol-14-ökningen 774–775 e.Kr.

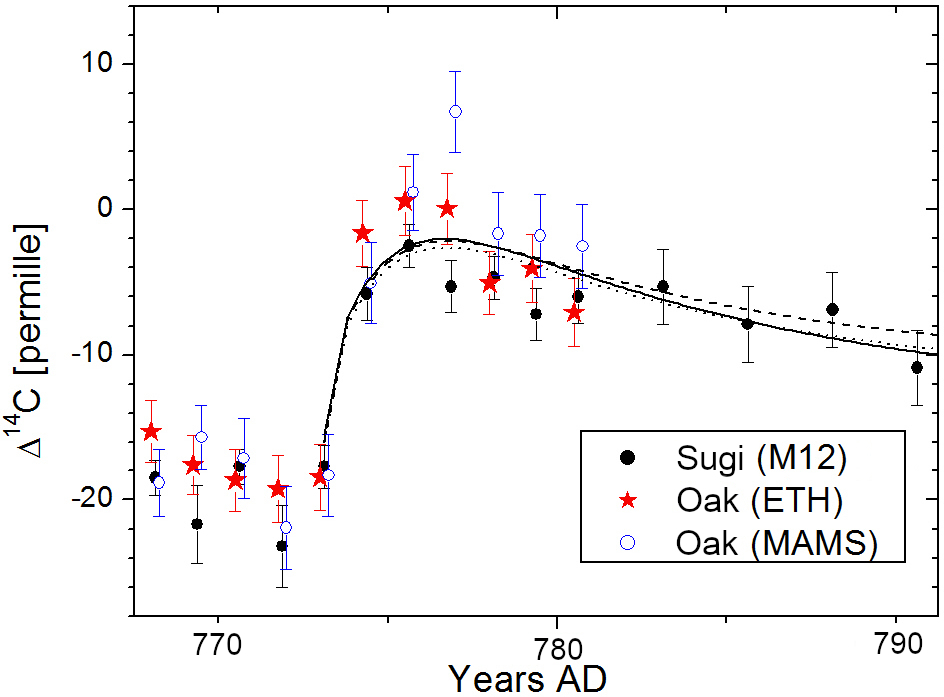
Ett diagram som visar kol-14-ökningen ungefär 774 e.Kr. De färgade prickarna representerar japanska mätningar (cypresser (M12)) och tyska mätningar (ekträd), medan den svarta linjen visar genomsnittet av alla genomförda mätningar.

Kol-14-ökningen 774–775 e.Kr. är en observerad ökning av isotopen kol-14 i träds årsringar på 1,2 procent, som dateras till år 774 eller 775 e. Kr. Ökningen är cirka 20 gånger större än den naturliga variationen. Fenomenet upptäcktes först i samband med studier av kryptomeriaträd och de aktuella åren har bestämts med hjälp av dendrokronologi. Även en ökning av isotopen beryllium-10 har upptäckts i antarktiska iskärnor och har kopplats samman med händelsen år 774–775.
Händelsen verkar ha varit global, då samma kol-14 signal hittades i årsringar från Tyskland, Ryssland, USA och Nya Zeeland.
Det globala medelvärdet av produktionen hos kol-14 under denna händelse beräknas genom {\displaystyle Q=(1.1-1.5)*10^{8}} atomer/cm2